# The Frog Prince (album)
The Frog Prince: The Original Soundtrack Recording là album nhạc phim cho bộ phim hài lãng mạn do Anh và Pháp sản xuất năm 1984 The Frog Prince, được phát hành vào năm 1985 bởi Island Visual Arts, một hãng thu âm phụ của Island Records. Album được sáng tác bởi ca sĩ kiêm sáng tác nhạc người Ireland Enya, nhưng cô chỉ thể hiện hai bài hát cho nhạc phim "The Frog Prince" và "Dreams", trong khi những bản nhạc còn lại do nhiều nghệ sĩ khác trình bày hoặc do Richard Myhill biên soạn và sản xuất, bên cạnh một số bản nhạc jazz kinh điển. Album được Spectrum Music phát hành lại vào tháng 8 năm 1999.

## Danh sách bài hát
| Mặt 1 | Mặt 1                 | Mặt 1                 | Mặt 1          | Mặt 1      |
| STT   | Nhan đề               | Phổ nhạc              | Thể hiện bởi   | Thời lượng |
| ----- | --------------------- | --------------------- | -------------- | ---------- |
| 1.    | "The Train to Paris"  | Enya                  | Richard Myhill | 2:14       |
| 2.    | "The First Day"       | Enya                  | Richard Myhill | 1:32       |
| 3.    | "Mack the Knife"      | Kurt Weill            | Jazz Club      | 2:16       |
| 4.    | "Let It Be Me"        | Gilbert Bécaud        | Jazz Club      | 3:15       |
| 5.    | "With Jean-Phillippe" | Enya                  | Richard Myhill | 2:16       |
| 6.    | "Jenny"               | Enya                  | Richard Myhill | 1:07       |
| 7.    | "Reflections"         | Enya                  | Richard Myhill | 1:08       |
| 8.    | "The Frog Prince"     | Enya, Roma Ryan (lời) | Enya           | 3:15       |

| Mặt 2 | Mặt 2                    | Mặt 2                                    | Mặt 2          | Mặt 2      |
| STT   | Nhan đề                  | Phổ nhạc                                 | Thể hiện bởi   | Thời lượng |
| ----- | ------------------------ | ---------------------------------------- | -------------- | ---------- |
| 1.    | "Dreams"                 | Enya, Charlie McGettigan (lời)           | Enya           | 3:38       |
| 2.    | "The Kiss"               | Enya                                     | Richard Myhill | 1:56       |
| 3.    | "Sweet Georgia Brown"    | Maceo Pinkard, Ben Bernie, Kenneth Casey | Jazz Club      | 2:11       |
| 4.    | "Georgia on My Mind"     | Stuart Gorrell, Hoagy Carmichael         | Jazz Club      | 3:56       |
| 5.    | "A Kiss by the Fountain" | Enya                                     | Richard Myhill | 1:52       |
| 6.    | "Jenny & Roz"            | Enya                                     | Richard Myhill | 1:22       |
| 7.    | "Les Flon-Flons du Bal"  | Charles Dumont, Michel Vaucaire          | Édith Piaf     | 2:20       |
| 8.    | "Epilogue"               | Enya                                     | Richard Myhill | 0:57       |